# Marcelo Martinessi
Marcelo Martinessi (ur. 1 stycznia 1973 w Asunción) – paragwajski reżyser, scenarzysta i producent filmowy. Laureat Nagrody im. Alfreda Bauera za innowacyjność na 68. MFF w Berlinie za film Dziedziczki (2018), pierwszy międzynarodowy sukces artystyczny kinematografii paragwajskiej.

## Życiorys
Marcelo Martinessi studiował na Uniwersytecie Katolickim w Asunción. Jego pierwszą produkcją był krótkometrażowy film Karai norte (2009), który zdobył nagrodę za najlepszy iberoamerykański film krótkometrażowy na MFF w Guadalajarze.
Jego pełnometrażowy debiut fabularny Dziedziczki (2018) otrzymał trzy nagrody, w tym Nagrodę im. Alfreda Bauera za innowacyjność, na 68. MFF w Berlinie
.

## Filmografia
- Dziedziczki (Las herederas) (2018)
- Utracony głos (La voz perdida) (2016)
- Calle ultima (2016)
- Karai norte (2009)